# Warfare
Warfare es una película de acción bélica de 2025 escrita y dirigida por Ray Mendoza y Alex Garland. Basada en las experiencias de Mendoza durante la guerra de Irak como ex-SEAL de la Armada de los Estados Unidos, la película sigue, en tiempo real, a un pelotón de SEAL de la Armada en una misión a través de territorio insurgente en 2006. Está protagonizada por un reparto coral que incluye a D'Pharaoh Woon-A-Tai como Mendoza junto a Will Poulter, Cosmo Jarvis, Kit Connor, Finn Bennett, Taylor John Smith, Michael Gandolfini, Adain Bradley, Noah Centineo, Evan Holtzman, Henry Zaga, Joseph Quinn y Charles Melton.
Warfare se estrenó en el Music Box Theatre de Chicago el 16 de marzo de 2025, con una sesión de preguntas y respuestas con los directores y Will Poulter después de la proyección, y A24 la estrenó el 11 de abril de 2025.

## Argumento
En 2006, durante la batalla de Ramadi, el pelotón Alfa Uno de los Navy SEALs toma el control de una casa local al amparo de la oscuridad. Al descubrir que el piso superior es un apartamento separado, rompen una pared para entrar. El oficial de comunicaciones del JTAC, Ray Mendoza, coordina el apoyo aéreo para monitorear su posición, mientras que el francotirador y médico Elliott Miller vigila un mercado al otro lado de la calle. Proporcionan vigilancia en apoyo a la operación de un marine estadounidense.
Los traductores Farid y Noor se enteran de la presencia de diferentes familias en las dos plantas del edificio y les ordenan que permanezcan en sus puestos. Ray y Elliott observan un aumento de actividad, y el apoyo aéreo abandona la zona. El teniente McDonald de Anglico llama por radio a los recursos aéreos mientras los traductores advierten que el enemigo ha emitido un llamado a las armas. El oficial al mando, Erik, asigna a los traductores la vigilancia de la planta baja del edificio. Una granada es lanzada a la habitación del francotirador, hiriendo a Elliott, mientras que Tommy y Frank sufren conmociones cerebrales. Se solicita una evacuación de emergencia para Elliott. Como preparación, el equipo reúne sus armas y detona minas Claymore. A través de una densa humareda, los traductores iraquíes conducen a Elliott, Sam, Tommy y Erik hasta el vehículo de combate Bradley M2 que los espera. Al descender la rampa, un artefacto explosivo improvisado (IED) detona, matando a Farid, uno de sus traductores, e hiriendo a Elliott y al suboficial Sam. El Bradley, que también sufre bajas, se retira.
Alfa Uno se repliega y se reorganiza en la casa. Dentro, atienden a Sam y Elliott, ambos gravemente heridos, con Elliott inconsciente. Erik llama a Alfa Dos para que se repliegue urgentemente a su posición, pero su avance se ve retrasado por tiroteos en la calle. El apoyo aéreo regresa, pero debido a la proximidad de los cazas enemigos a la posición de Alfa Uno, McDonald solo puede coordinar una demostración de fuerza. Ray determina que Sam necesita un torniquete, pero no puede aplicárselo debido al temblor de sus manos. En cambio, coloca su rodilla sobre la herida de Sam, aumentando su agonía. Ray se disocia, Erik interviene para aplicar el torniquete. Elliott recupera la consciencia y grita de dolor mientras McDonald cura sus heridas. Elliott le indica a McDonald dónde está la morfina en su maletín, que finalmente se administra a Elliott y Sam.
Alfa Dos y el tercer elemento llegan al edificio de Alfa Uno. Erik, gravemente desorientado, cede su liderazgo al líder de Alfa Dos, Jake. La solicitud de evacuación médica de Jake es denegada por temor a otro ataque con IED. Ordena a su oficial de comunicaciones, John, que se haga pasar por el comandante del ejército para aprobar la evacuación. Se recupera equipo de la calle antes de que Elliott y Sam sean subidos a un Bradley cada uno. El equipo regresa a la casa con los insurgentes convergiendo hacia su posición. Creyendo que podrían haberse infiltrado en el segundo piso desde la azotea, Jake ordena a otros dos Bradleys que destruyan la cubierta superior de su edificio. Bajo la excusa de otra demostración de fuerza, Alfa Uno y Alfa Dos son rescatados por los Bradleys y abandonan el vecindario bajo intenso fuego de armas pequeñas. Las familias de la casa salen lentamente de sus habitaciones, al percatarse de que los soldados se han marchado. Los insurgentes supervivientes se reúnen con cautela en la calle y examinan los restos de Farid.
La película termina con el título: "Para Elliott". Antes de los créditos finales, se muestra al verdadero SEAL Team 5 involucrado en la misión participando en la producción de la película.

## Reparto
- D'Pharaoh Woon-A-Tai como Ray Mendoza, comunicador / JTAC.
- Will Poulter como Erik, oficial a cargo.
- Cosmo Jarvis como Elliot Miller, un médico/francotirador principal.
- Joseph Quinn como Sam, un suboficial destacado.
- Kit Connor como Tommy, un artillero.
- Finn Bennett como John, un comunicador / JTAC.
- Taylor John Smith como Frank, un francotirador.
- Michael Gandolfini como el capitán McDonald, miembro de una compañía de enlace de fuego aéreo naval y un oficial de apoyo aéreo del Cuerpo de Marines (USMC).
- Adain Bradley como el sargento Laerrrus, miembro de una compañía de enlace de fuego aéreo naval del Cuerpo de Marines (USMC).
- Noah Centineo como Brian/Zawi, un artillero
- Evan Holtzman como Brock, un francotirador.
- Henry Zaga como Aaron, hombre punta.
- Charles Melton como Jake, oficial asistente a cargo.
- Alex Brockdorff como Mikey, un hombre punta/artillero.
- Nathan Altai como Farid.
- Aaron Deakins como Bob.
- Donya Hussen como Noor.

## Producción
En febrero de 2024, se anunció que A24 estaba desarrollando una película de guerra con Ray Mendoza y Alex Garland como protagonistas, que seguiría a la película de Garland, Civil War, de la que Mendoza fue el supervisor militar. El dúo escribió el guion y planeó dirigir la película juntos. En el momento del anuncio, Charles Melton estaba en negociaciones para protagonizar la película. Joseph Quinn también estaba siendo considerado para el reparto. D'Pharaoh Woon-A-Tai fue elegido para la película para interpretar al propio Mendoza en marzo de 2024, cuando se confirmó que el título sería Warfare, con Kit Connor, Cosmo Jarvis, Will Poulter y Finn Bennett agregándose también al elenco. Ese mismo mes, Garland anunció sus intenciones de retirarse de la dirección de películas y centrarse en la escritura, al tiempo que anunció que su papel de dirección en Warfare sería más un papel de apoyo al de Mendoza. En abril de 2024, Noah Centineo, Taylor John Smith, Adain Bradley, Michael Gandolfini, Henry Zaga y Evan Holtzman se unieron al elenco. El rodaje comenzó en mayo de 2024 en Londres.

## Estreno
Warfare se estrenó en Estados Unidos a través de A24 el 11 de abril de 2025. La película tuvo su preestreno en el Music Box Theatre de Chicago el 16 de marzo de 2025 y contó con una sesión de preguntas y respuestas con los directores y Will Poulter después de la proyección.